# 黒田玲子
黒田 玲子（くろだ れいこ、1947年10月7日 - ）は、日本の生物物理学者。学位は、理学博士（東京大学・1975年）。東京大学名誉教授。中部大学特任教授。

## 経歴
秋田県生まれだが、出身は宮城県仙台市。父は国文学者の黒田正男（1912-78、宮城教育大学教授）。宮城県第一女子高等学校を経て、1970年にお茶の水女子大学理学部化学科を卒業し、1975年に東京大学大学院理学研究科で理学博士の学位を取得。ロンドン大学客員講師を経て、1986年に東京大学教養学部助教授、1992年に教授。2000年より、森・小泉・安倍内閣で総合科学技術会議議員、教育改革国民会議委員を務める。2008年から2011年にかけて、国際科学会議副会長を日本人女性として初めて務める。2012年、東大を定年退官。
2012年より、東京理科大学総合研究機構教授。2014年、三菱財団理事。

## 業績
受精卵の形の違いによって遺伝子の働きが変化することを発見した。具体的には「巻き貝の右巻きと左巻きが、受精後数時間以内の受精卵の形の違いで決まることを、受精卵を直接物理的にねじってみて発見し、2009年ネイチャーに発表した。アルツハイマー病のような神経変症疾患の研究を含む幅広い応用ができるとして、2013年度ロレアル-ユネスコ女性科学賞（物理科学）を受賞した。
- “Chiral blastomere arrangement dictates zygotic left-right asymmetry pathway in snails”, Nature 462, 790-794 (10 December 2009). Published online 25 November 2009. (Access)
- 遺伝子を上書きし逆巻きの巻貝を作成（生物の左右性を決定する新たなメカニズムの解明） - 「戦略的創造研究推進事業 発展研究」(ERATO-SORST)における研究課題「カイロモルフォロジー:物質界・生物界における分子から分子集合体の構築」の成果。

## 著書
- 『生命世界の非対称性 自然はなぜアンバランスが好きか』中公新書　1992
- 『科学を育む』中公新書　2002

### 共編著
- 『化学のすすめ』濱口宏夫、永田敬 筑摩書房(21世紀学問のすすめ)1997
- 『社会人のための東大科学講座 科学技術インタープリター養成プログラム』石浦章一,長谷川寿一,藤垣裕子,松井孝典,村上陽一郎共著 講談社 2008
- 『脳と心はどこまで科学でわかるか』東京大学科学技術インタープリター養成プログラム,東京大学生命科学構造化センター監修 石浦章一,山科直子共編 南山堂 東大社会人科学講座 生命科学編 2009

## 翻訳
- 教養の化学 物質と人間社会 Jerry R.Mohrig,William C.Child,Jr. 東京化学同人 1989.11
- ゆかいな生物学 ファーンズワース教授の講義ノート フランク・H.ヘプナー マグロウヒル出版 1991
- マイケル・ファラデー 天才科学者の軌跡 ジョン.M.トーマス 千原秀昭共訳 東京化学同人 1994.12
- タンパク質 立体構造と医療への応用 ペルツ 東京化学同人 1995.10

## 受賞歴
- 1993年 - 猿橋賞、日産科学賞
- 2004年 - 山崎貞一賞
- 2013年 - ロレアル-ユネスコ女性科学賞（物理科学）

## 引用・脚注
1. ↑  「父の教え」産経新聞　2013年12月11日
2. ↑  国立国会図書館. “博士論文『Stereochemistry and optical activity of transition-metal complexes』”. 2023年4月7日閲覧。
3. ↑  “「共同参画」2014年 8月号”.   男女共同参画局. 2024年3月24日閲覧。
4. ↑  2021年度事業報告三菱財団
5. ↑  ヨーロッパモノアラガイ
6. ↑  「探求 受精卵ねじってみたら」読売新聞 2013年3月7日夕刊7面
7. ↑  黒田玲子東京理科大学教授 2013年度ロレアル-ユネスコ女性科学賞（日本化学会）